# Contessina de Médici
Contessina de Médici (Pistoya, 16 de enero de 1478 - Roma, 29 de junio de 1515), hija de Lorenzo el Magnífico y Clarisa Orsini.

## Biografía
Nace en Pistoya donde su madre se había refugiado debido a la Conspiración de los Pazzi. 
Muy amada por su padre, tenía el nombre de su bisabuela Contessina de Bardi. Fue bautizada en Florencia el 17 de enero de 1478 con el nombre completo de Contessina Antonia Romola.
Se casó en mayo de 1494 con el Conde Palatino Piero Ridolfi, siendo un nuevo matrimonio de prestigio para su casa.
Cuando su hermano Juan fue elegido Papa con el nombre de León X se trasladó a Roma con su familia.
Tuvo cinco hijos:
- Luis, 1495 - 1556, político y embajador;
- Emilia, 1497 - 1514, casada con el Príncipe Jacobo V Appiano de Piombino, pero falleció antes de consumar la unión;
- Clarisa, 1499 - 1524 quien se casó finalmente con Jacobo V;
- Nicolás, 1501 - 1550, Cardenal;
- Lorenzo, 1503 - 1576, caballero y secretario apostólico.

Falleció el 29 de junio de 1515 y fue sepultada en la Iglesia de Sant'Agostino en Roma.
Existe la creencia popular que Miguel Ángel Buonarrotti estaba enamorado de ella, pero no existen registros de esto anteriores a 1845, por lo que probablemente sea solamente una leyenda nacida en la era romántica, apoyada en nuestros días por la novela de Irving Stone La Agonía y el Éxtasis que en 1965 fue llevado a la pantalla grande.